# Communauté de travail des Pyrénées

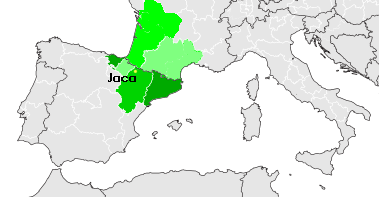
Carte de la CTP

La Communauté de travail des Pyrénées (CTP) est un organisme interrégional de coopération transfrontalière, créé en 1983 après la Convention-cadre sur les coopérations transfrontalières du Conseil de l’Europe. La CTP regroupe toutes les régions, françaises ou espagnoles, situées le long des Pyrénées, de chaque côté de la frontière ainsi que l’Andorre.

## Organisation et objectifs
Le siège de la Communauté de travail des Pyrénées se trouve à Jaca et ses membres sont la principauté d'Andorre, les communautés autonomes espagnoles d’Aragon, Catalogne, Pays basque et Navarre, et les régions françaises de Nouvelle-Aquitaine et Occitanie qui succèdent en 2016 aux anciennes régions françaises Aquitaine, Languedoc-Roussillon et Midi-Pyrénées présentes à l'origine de la CTP.
Le but de la CTP est de contribuer au développement des Pyrénées, en tenant compte de leurs défis et en préservant leurs points forts. Elle cherche aussi à favoriser les échanges entre les territoires et les acteurs du massif pyrénéen, aborder ensemble leurs problèmes, trouver des solutions communes et mettre en œuvre des actions transfrontalières. 
La question des voies de traversée des Pyrénées est une préoccupation des régions frontalières, exprimée de longue date et portée par la CTP.
La Communauté de travail des Pyrénées est depuis 2005 un consorcio (entité juridique de droit public espagnol) et ses langues officielles sont le basque, le catalan, l’espagnol, le français et l’occitan. La CTP est aussi l’autorité de gestion du programme opérationnel de coopération territorial Espagne-France-Andorre 2007-2013 (Interreg IVA – POCTEFA) et du programme Interreg V-A Espagne-France-Andorre (POCTEFA 2014-2020) qui programment des fonds FEDER.
Chaque membre de la CTP exerce la présidence de manière tournante et pour un durée de deux ans. Le rôle de la présidence est de représenter la CTP. L’organisme a aussi un secrétariat général, chargé de la préparation des réunions et de suivre la situation de la CTP, une assemblée générale, qui se réunit annuellement, et un comité exécutif.
La CTP a créé également l’Observatoire pyrénéen du changement climatique (OPCC) en 2010. Il a le but de mieux comprendre les conséquences du changement climatique et de réfléchir sur l’adaptation à ses effets.